# American Academy of Arts and Letters
L'American Academy of Arts and Letters è una società d'onore composta da 250 membri; il suo obiettivo è "promuovere, assistere e sostenere l'eccellenza" nella letteratura, nella musica e nell'arte americane. Situata nel quartiere Washington Heights di Manhattan a New York City, condivide Audubon Terrace, un complesso a Broadway tra la 155ª e la 156ª Strada Ovest, con la Hispanic Society of America e il Boricua College.
Le gallerie dell'accademia sono aperte al pubblico tramite una programmazione pubblicata. Le mostre comprendono una mostra annuale di dipinti, sculture, fotografie e opere su carta di artisti contemporanei nominati dai suoi membri e una mostra annuale di opere di membri neo-eletti e destinatari di premi e riconoscimenti. Nel 2014 è stata inaugurata una mostra permanente dello studio ricreato del compositore Charles Ives.
L'auditorium è ricercato da musicisti e ingegneri che desiderano registrare dal vivo perché l'acustica è considerata tra le migliori della città. Qui sono state fatte centinaia di registrazioni commerciali.

## Storia

### Primi anni
L'American Academy and Institute of Arts and Letters sono stati formati da tre organizzazioni madri. La prima, l'American Social Science Association, fu fondata nel 1865 a Boston. La seconda era il National Institute of Arts and Letters (NIAL), che l'adesione all'ASSA creò nel 1898. La qualifica per l'appartenenza al NIAL furono i notevoli risultati nell'arte, musica o letteratura. Il numero di membri del NIAL era inizialmente limitato a 150 (tutti uomini). La terza organizzazione era l'American Academy of Arts, che l'appartenenza al NIAL creò nel 1904, come un'istituzione artistica nazionale molto importante, piazzandosi subito dopo l'Académie française.
I primi sette accademici dell'AAA furono eletti dai voti espressi da tutti i membri del NIAL. Erano William Dean Howells, Samuel L. Clemens, Edmund Clarence Stedman e John Hay, che rappresentavano la letteratura; Augustus Saint-Gaudens e John La Farge, che rappresentavano l'arte e Edward MacDowell, a rappresentare la musica. Il numero dei membri del NIAL fu aumentato nel 1904, con l'introduzione di una struttura a due livelli: 50 accademici e 200 membri regolari. Gli accademici furono gradualmente eletti negli anni successivi. Il gruppo di élite (gli accademici) era chiamato "Academy" e il gruppo più numeroso (i membri regolari) veniva chiamato "Istituto". Questo rigoroso sistema a due livelli è durato per 72 anni (1904-76).
Nel 1908 la poetessa Julia Ward Howe fu eletta all'AAA, diventando la prima donna accademica.
Nel 1976 NIAL e AAA si fusero sotto il nome di American Academy and Institute of Arts and Letters. La struttura combinata Accademia/Istituto aveva un massimo di 250 cittadini americani come membri, oltre a 75 compositori, artisti e scrittori stranieri come membri onorari. Fondò anche il premio annuale Witter Bynner Poetry nel 1980 per sostenere il lavoro dei giovani poeti. L'elezione dei membri onorari stranieri persistette fino al 1993, quando fu abbandonata.

### Società a gestione federale
L'Academy ha uno statuto stabilito dal Congresso ai sensi del Titolo 36 del codice degli Stati Uniti (42 USC 20301 e seguenti), una delle relativamente rare società del "Titolo 36" negli Stati Uniti. Lo statuto di costituzione del 1916 creò questa istituzione tra un piccolo numero di altre organizzazioni patriottiche e nazionali che avevano statuti simili. Il riconoscimento federale fu originariamente interpretato principalmente come un'onorificenza. Il riconoscimento speciale non implica né accorda al Congresso alcun controllo speciale sull'accademia, che rimane libera di funzionare indipendentemente.
Al Congresso, gli esponenti che agevolarono la costituzione dell'Academy furono il senatore Henry Cabot Lodge del Massachusetts e l'ex presidente Theodore Roosevelt. Il processo che portò alla creazione di questo statuto federale fu accompagnato da polemiche e il primo tentativo di ottenere lo statuto nel 1910 fallì. Il senatore Lodge ripropose però la legge e questa fu approvata dal Senato nel 1913. L'Academy fu costituita sotto le leggi dello Stato di New York nel 1914, e quindi il Congresso approvò definitivamente nel 1916.

## Edifici

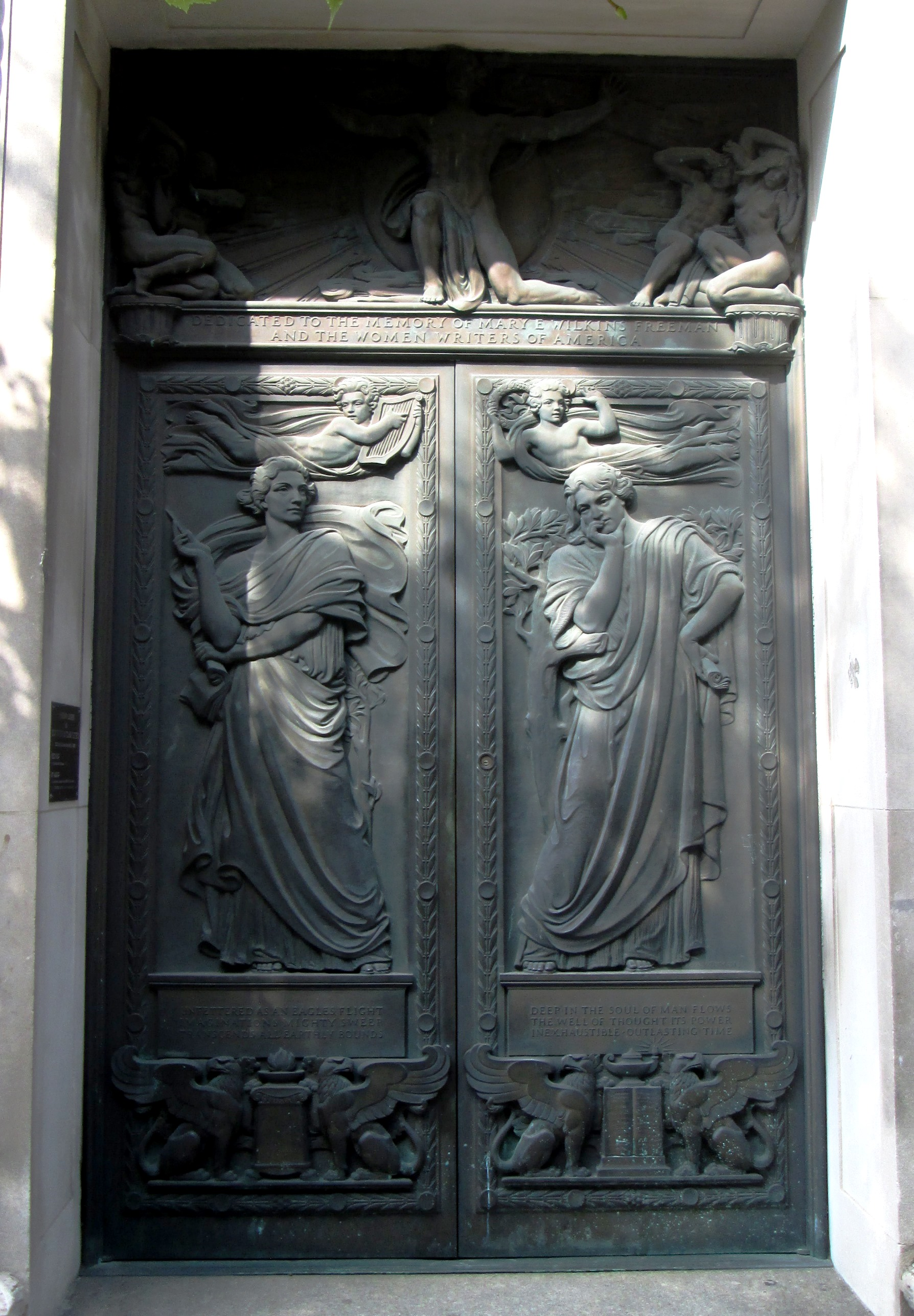
Le porte d'ingresso in bronzo dell'edificio amministrativo sulla 155ª Strada Ovest sono state progettate dal membro dell'Academy Adolph Alexander Weinman e sono dedicate alla memoria di Mary E. Wilkins Freeman ed alle donne scrittrici degli Stati Uniti.

L'Academy occupa tre edifici sul lato ovest del complesso Audubon Terrace creato da Archer M. Huntington, l'erede della fortuna della Southern Pacific Railroad e un noto filantropo. Per aiutare a convincere l'American Academy of Arts and Letters e il National Institute of Arts and Letters, che all'epoca erano organizzazioni distinte ma collegate, a trasferirsi nel complesso, Huntington costituì fondi edilizi e dotazioni per entrambi.
Il primo edificio, sul lato sud del complesso, lungo la 155° Strada Ovest, fu progettato da William M. Kendall della ditta McKim, Mead & White; Kendall era egli stesso un membro dell'Academy. Questo edificio amministrativo fu progettato nel 1921 e inaugurato nel 1923. Sul lato nord un altro edificio che ospita un auditorium e una galleria fu progettato da Cass Gilbert, anch'esso membro dell'Academy, e fu costruito dal 1928 al '30. Queste aggiunte al complesso richiesero considerevoli modifiche alla piazza Audubon Terrace, progettata da McKim, Mead & White.
Nel 2007 l'American Numismatic Society, che aveva occupato un edificio progettato da Charles P. Huntington immediatamente ad est dell'edificio originale dell'Academy, lasciò libero lo spazio per spostarsi in quartieri più piccoli del centro. Questo edificio, che incorpora un'aggiunta del 1929 progettata da H. Brooks Price, è diventato l'edificio annesso all'Accademia e ospita ulteriori spazi per le gallerie. Nel 2009 lo spazio tra l'annesso e l'edificio amministrativo è stato trasformato in un nuovo collegamento d'ingresso, progettato da Vincent Czajka con Pei Cobb Freed & Partners.

## Appartenenza
I membri dell'Accademia sono scelti a vita e tra di loro ci sono state alcune delle figure di spicco della scena artistica americana. Sono organizzati in comitati che assegnano premi annuali per aiutare gli artisti emergenti. Anche se i nomi di alcuni membri di questa organizzazione potrebbero non essere ben noti oggi, ognuno di questi uomini era molto ben conosciuto a suo tempo. Grandezza e meschinità sono dimostrabili tra i membri dell'Academy, anche durante il primo decennio durante il quale William James declinò la sua nomina sulla base del fatto che suo fratello minore Henry era stato eletto per primo. Uno dei giganti dell'accademia ai suoi tempi, Robert Underwood Johnson, getta un'ombra lunga decenni nella sua guerra solitaria contro il modernismo invadente, votando contro scrittori come H.L. Mencken, F. Scott Fitzgerald e T. S. Eliot (prima della sua emigrazione in Inghilterra lo squalificò come membro a tutti gli effetti). L'ex presidente di Harvard, Charles W. Eliot, rifiutò l'elezione all'Accademia "perché era già in tante società che non voleva accrescerne il numero".
Sebbene non siano mai state esplicitamente escluse, le donne non sono state semplicemente elette come membri nei primi anni. L'ammissione di Julia Ward Howe nel gennaio 1908 (all'età di 88 anni) come prima donna nell'Academy fu solo un incidente nell'intenso dibattito sulla considerazione delle donne come membri. Nel 1926 l'elezione di quattro donne, Edith Wharton, Margaret Deland, Agnes Repplier e Mary E. Wilkins Freeman, si diceva che avesse "segnato l'abbassamento del livello alle donne".

## Lista parziale dei membri
Di seguito è riportato un elenco parziale dei membri del passato dell'American Academy of Arts and Letters e dell'istituzione che l'ha succeduta, il National Institute and Academy of Arts and Letters:
- Henry Adams[24]
- Herbert Adams[25]
- Henry Mills Alden[24]
- Nelson Algren
- Hannah Arendt
- Newton Arvin[26]
- Wystan Hugh Auden
- Paul Wayland Bartlett[25]
- Chester Beach[27]
- Stephen Vincent Benet
- William Rose Benet
- Edwin Howland Blashfield[25]
- William Brownell[25]
- George de Forest Brush[24]
- John Burroughs[28]
- William S. Burroughs
- Nicholas Murray Butler[25]
- George Washington Cable[25]
- Hortense Calisher[29]
- Joseph Campbell[30]
- George Whitefield Chadwick[25]
- William Merritt Chase[25]
- Timothy Cole[24]
- Kenyon Cox[24]
- John Dos Passos
- Bob Dylan[31]
- Thomas Harlan Ellett[32]
- Stanley Elkin
- Duke Ellington
- Ralph Ellison
- Daniel Chester French[25]
- William Gaddis[33]
- Hamlin Garland[34]
- Charles Dana Gibson[28]
- Cass Gilbert[24]
- Richard Watson Gilder
- Basil Gildersleeve[24]
- Brendan Gill
- William Gillette[25]
- Daniel Coit Gilman
- Allen Ginsberg
- Bertram G. Goodhue
- Robert Grant[24]
- William Elliot Griffis[35]
- Arthur Twining Hadley[25]
- Childe Hassam[28]
- Thomas Hastings[25]
- David Jayne Hill[28]
- Ripley Hitchcock[36]
- Cecil de Blaquiere Howard
- Julia Ward Howe
- William Henry Howe
- William Dean Howells[25]
- Archer Milton Huntington[37]
- Charles Ives
- Henry James[25]
- Robert Underwood Johnson
- Louis I. Kahn
- Kenneth Koch
- Maxine Kumin
- Sinclair Lewis
- Roy Lichtenstein
- Henry Cabot Lodge[24]
- Abbott Lawrence Lowell[24]
- Mary McCarthy
- Hamilton Mabie[24]
- Archibald MacLeish
- Frederick MacMonnies[24]
- Brander Matthews[24]
- William Keepers Maxwell Jr.[38]
- William Rutherford Mead[25]
- Gari Melchers[25]
- Willard Metcalf[39]
- Edna St.Vincent Millay
- Charles Moore[40]
- Douglas Moore
- Paul Elmer More[24]
- Robert Motherwell
- Georgia O'Keeffe
- Thomas N. Page[24]
- Horatio Parker[24]
- Joseph Pennell[41]
- Bliss Perry[24]
- William Lyon Phelps
- Charles Adams Platt[42]
- Ezra Pound
- James Ford Rhodes[25]
- James Whitcomb Riley[25]
- George Lockhart Rives[24]
- Elihu Root[28]
- Theodore Roosevelt[24]
- Mark Rothko
- Eero Saarinen
- Carl Sandburg
- John Singer Sargent[24]
- Meyer Schapiro
- Arnold Schönberg[43]
- Harry Rowe Shelley
- Stuart Sherman[23]
- Robert E. Sherwood
- Paul Shorey[44]
- William Milligan Sloane[25]
- Wallace Stevens
- Meryl Streep[45]
- Lorado Taft[46]
- Josef Tal[47]
- Booth Tarkington[28]
- Abbott Thayer[28]
- William Roscoe Thayer[25]
- Augustus Thomas[25]
- Virgil Thomson
- Lionel Trilling
- Henry van Dyke[24]
- John Charles van Dyke
- Elihu Vedder[28]
- Kurt Vonnegut[48]
- Julian Alden Weir[25]
- Barrett Wendell[28]
- Edith Wharton
- Andrew D. White[24]
- Thornton Wilder
- Brand Whitlock[28]
- William Carlos Williams
- Woodrow Wilson[28]
- Owen Wister[24]
- George Edward Woodberry[24]
- Frank Lloyd Wright
- James A. Wright

## Premi

### Premio per insigne servizio alle arti
Il premio, un certificato e 1.000 dollari vanno a un residente degli Stati Uniti che ha "reso un servizio notevole per le arti".
- 2003 – Leon Botstein[49]
- 2008 – Judith Jamison[50]

### Altri premi
L'accademia dà numerosi premi, con destinatari scelti da comitati composti da membri dell'Academy. I candidati per tutti i premi devono essere nominati dai membri dell'Academy, ad eccezione dei premi Richard Rodgers, per i quali è possibile presentare una domanda.
- Academy Award of the American Academy of Arts and Letters –  Nel 1941 l'Academy stabilì premi per favorire il lavoro creativo nelle arti. I premi dell'Academy sono attribuiti ogni anno: cinque ad artisti, otto a scrittori, quattro a compositori e tre ad architetti.
- Marc Blitzstein Award –  Il premio di $5000 viene assegnato periodicamente a un compositore, paroliere o librettista, "per incoraggiare la creazione di opere di merito per il teatro musicale e l'opera". Il premio è stato istituito nel 1965 dagli amici di Marc Blitzstein, un membro dell'Academy.
- Michael Braude Award for Light Verse –  Il premio biennale di $5000 viene assegnato "per versi leggeri scritti in inglese indipendentemente dal paese di origine dello scrittore".
- Arnold W. Brunner Memorial Prize –  Il premio annuale di $5.000 va a un architetto di qualsiasi nazionalità che ha "dato un contributo all'architettura come arte".
- Benjamin H. Danks Award –  Il premio da $20.000 viene dato a rotazione a un compositore di opere di gruppo, un drammaturgo e uno scrittore (narrativa, saggistica, poesia). Dal 2002 l'Academy ha amministrato il premio istituito da Roy Lyndon Danks in onore di suo padre, Benjamin Hadley Danks.
- Jimmy Ernst Award –  Istituito da Dallas Ernst in memoria di suo marito, il Jimmy Ernst Award di $5.000 viene assegnato a un pittore o scultore "il cui contributo di una vita alla sua visione è stato sia costante che dedicato".[51] Il premio è stato consegnato ogni anno dal 1990.[51]
- E. M. Forster Award –  E.M. Forster, un membro onorario straniero dell'Academy, lasciò in eredità i diritti d'autore degli Stati Uniti del suo romanzo postumo Maurice a Christopher Isherwood, che li trasferì all'Academy per fondare questo premio di $15.000. Viene consegnato a un giovane scrittore inglese dopo una approfondita visita negli Stati Uniti.
- American Academy of Arts and Letters Gold Medals –  Ogni anno l'Academy premia con medaglie d'oro i migliori risultati in due categorie a rotazione. La medaglia d'oro è assegnata per l'intero lavoro del destinatario.
  - Belle lettere, critica, saggi e pittura;
  - Biografia e musica;
  - Fiction e Scultura;
  - Storia e architettura, compresa l'architettura del paesaggio;
  - Poesia e musica;
  - Dramma e Arte Grafica.
- Walter Hinrichsen Award –  Il premio Walter Hinrichsen viene assegnato per la pubblicazione di "un'opera di un compositore americano a metà carriera".
- William Dean Howells Medal –  Questo premio viene assegnato una volta ogni cinque anni in riconoscimento del più illustre romanzo americano pubblicato in quel periodo. È stato fondato nel 1925.
- The Charles Ives Prize –  Sei borse di studio di $7500 e due di $15.000 vengono ora assegnate annualmente a giovani compositori. Nel 1998 l'Academy stabilì il Charles Ives Living, un premio di $75.000 all'anno per un periodo di tre anni concesso a un compositore americano. Lo scopo del premio è quello di liberare "un talento promettente dalla necessità di dedicare il proprio tempo a qualsiasi impiego diverso dalla composizione" durante quel periodo.
- Sue Kaufman Prize for First Fiction –  Il premio da $5,000 viene assegnato al miglior romanzo o raccolta di racconti pubblicato l'anno precedente.
- Wladimir and Rhoda Lakond Award –  Un premio annuale di $5.000 "assegnato sia ad uno studente di composizione che ad un compositore esperto".
- Goddard Lieberson Fellowships –  Due Borse di studio Goddard Lieberson di $15.000 vengono assegnate ogni anno a giovani compositori dotati in modo straordinario. La Fondazione CBS ha fornito le borse di studio in memoria del defunto presidente della CBS Records.
- Russell Loines Award for Poetry
- American Academy of Arts and Letters Award of Merit –  L'Award of Merit, una medaglia e $10.000, viene assegnato ogni anno, a rotazione, a una persona eccezionale in America che rappresenta una delle seguenti arti: Pittura, Racconti brevi, Scultura, Narrativa, Poesia e Dramma.
- Metcalf Awards –  Nel 1986 l'Accademia ricevette un lascito da Addison M. Metcalf, figlio del compianto Willard L. Metcalf, per due premi in onore di giovani scrittori e artisti molto promettenti. Il Premio Willard L. Metcalf nell'Arte e il Premio Addison M. Metcalf nella Letteratura sono premi biennali di $10.000.
- Katherine Anne Porter Award –  Questo premio biennale di $20.000 va a uno scrittore di prosa che abbia dimostrato risultati e dedizione nella professione letteraria.
- Arthur Rense Prize –  Nel 1998 fu istituito il premio di $20.000 per onorare "un poeta eccezionale" una volta ogni tre anni.
- Richard Rodgers Awards for Musical Theater –  Questi premi sovvenzionano produzioni complete, produzioni in studio e interpretazioni di musical messe in scena dai teatri non profit di New York City. Le commedie sono di compositori e scrittori non ancora affermati in questo campo. Questi sono gli unici premi per i quali l'Academy accetta le domande.[52]
- Rome Prize in Literature –  Ogni anno l'Accademia seleziona e sovvenziona parzialmente due giovani scrittori per una residenza di un anno all'American Academy di Roma.
- Richard and Hinda Rosenthal Foundation Awards –  Ognuno di questi due premi è di $5,000. Il primo, fondato nel 1956, è per un'opera di fiction di "notevole successo letterario" pubblicato nell'anno precedente. Il secondo, creato nel 1959, è a favore di un giovane pittore" a cui non è ancora stato accordato il dovuto riconoscimento".
- Medal for Spoken Language –  Questa medaglia, concessa occasionalmente, conferisce un riconoscimento alle persone che stabiliscono uno standard di eccellenza nell'uso della lingua parlata.
- The Mildred and Harold Strauss Livings –  Questi Livings forniscono uno stipendio annuale di $50.000 all'anno per cinque anni, assegnato a due scrittori di letteratura inglese in prosa per consentire loro di dedicare il loro tempo esclusivamente alla scrittura.
- Harold D. Vursell Memorial Award –  Questo premio di $10.000 viene assegnato ogni anno per onorare uno scrittore di "autore di prosa recente che merita il riconoscimento per la qualità del suo stile".
- Morton Dauwen Zabel Award –  Questo premio biennale da $10.000 viene dato in rotazione a un poeta, scrittore di narrativa o critico, "di tendenze progressiste, originali e sperimentali".